# Еттен (Нідерланди)
Еттен (нід. Etten) — село в нідерландській провінції Гелдерланд. Входить до муніципалітету Ауде-Ейсселстрек.
Мало статус окремого муніципалітету до 1818 року, коли було приєднане до Гендрінгена.

## Галерея

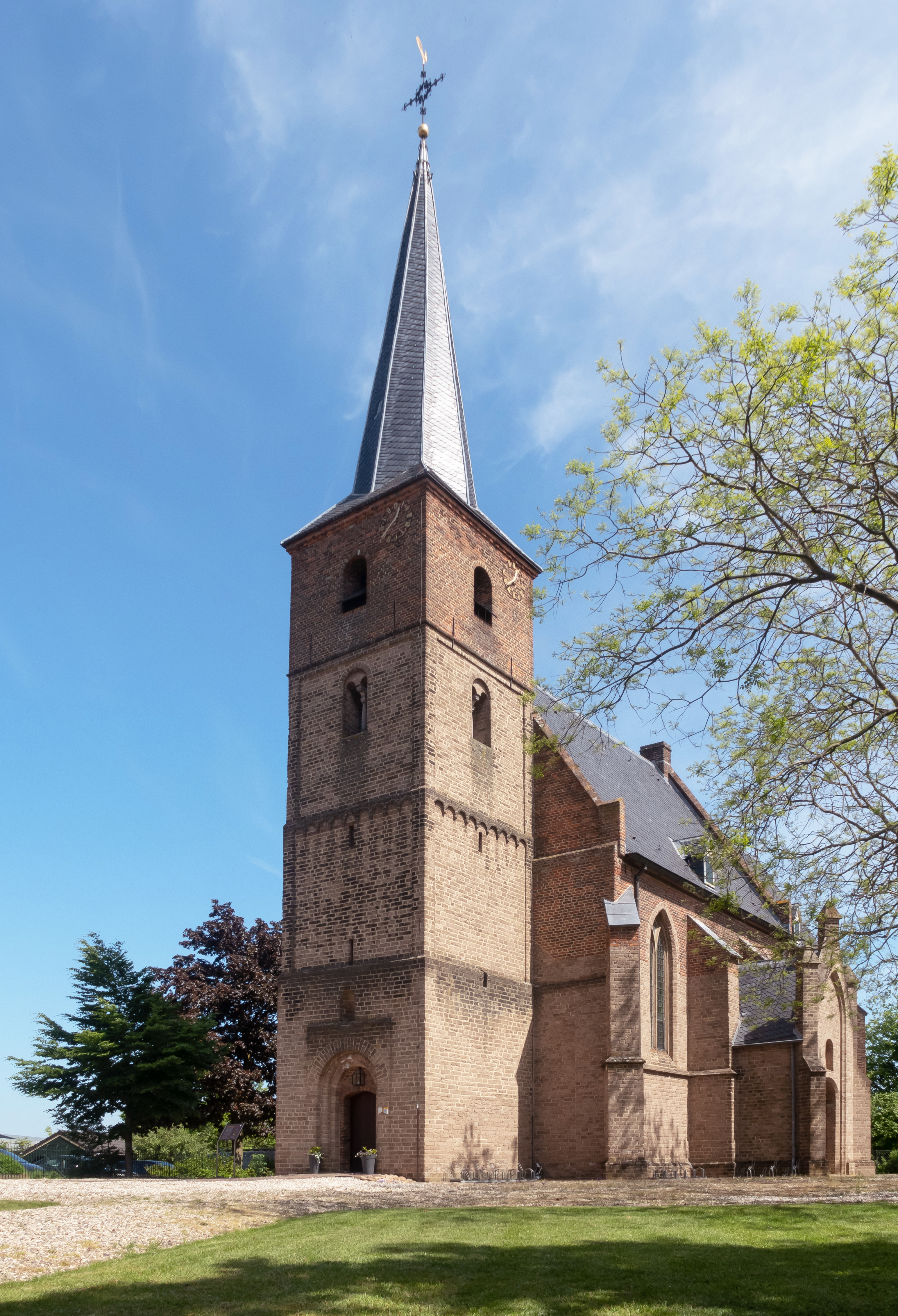
Реформістська церква
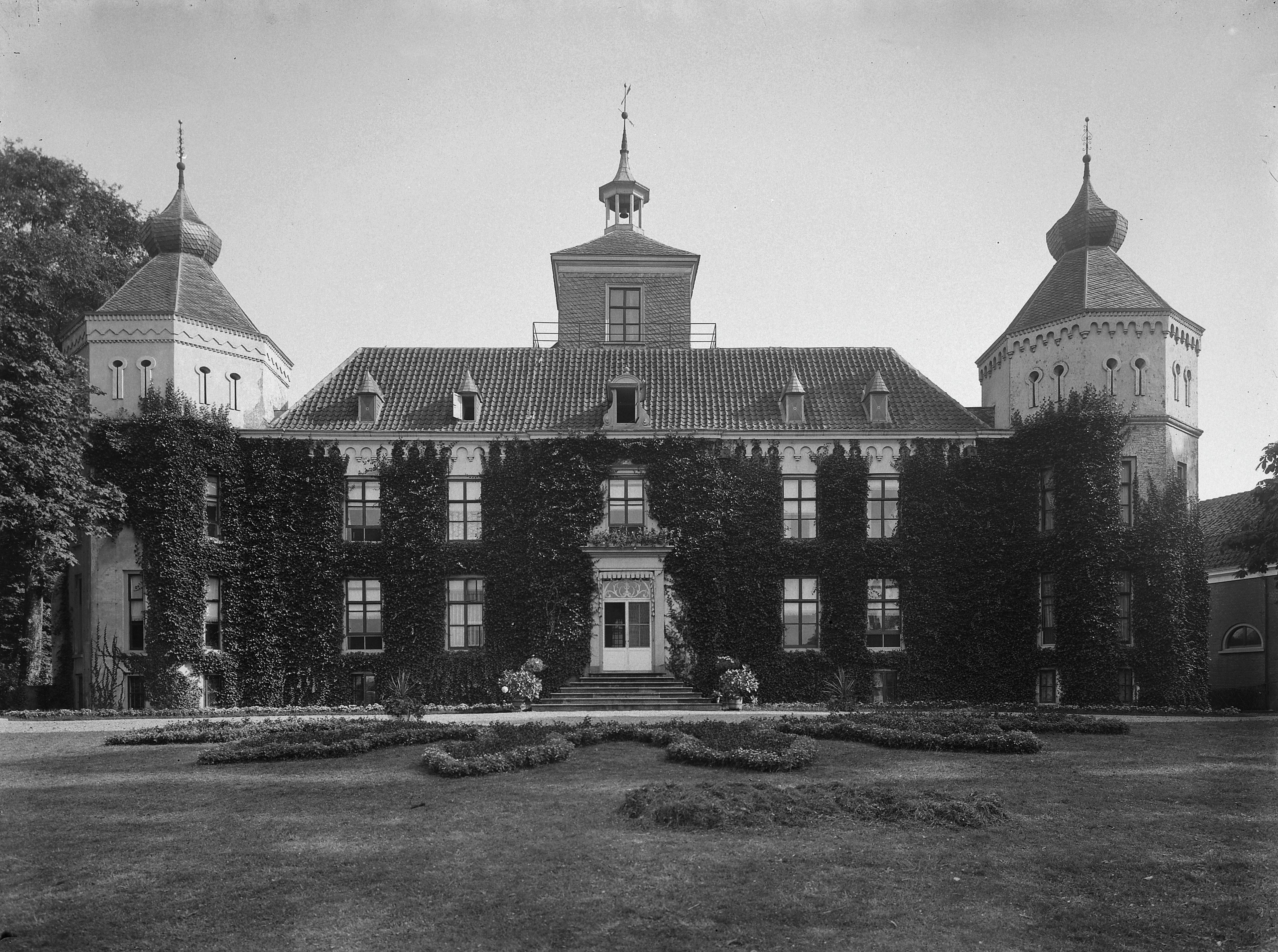
Замок
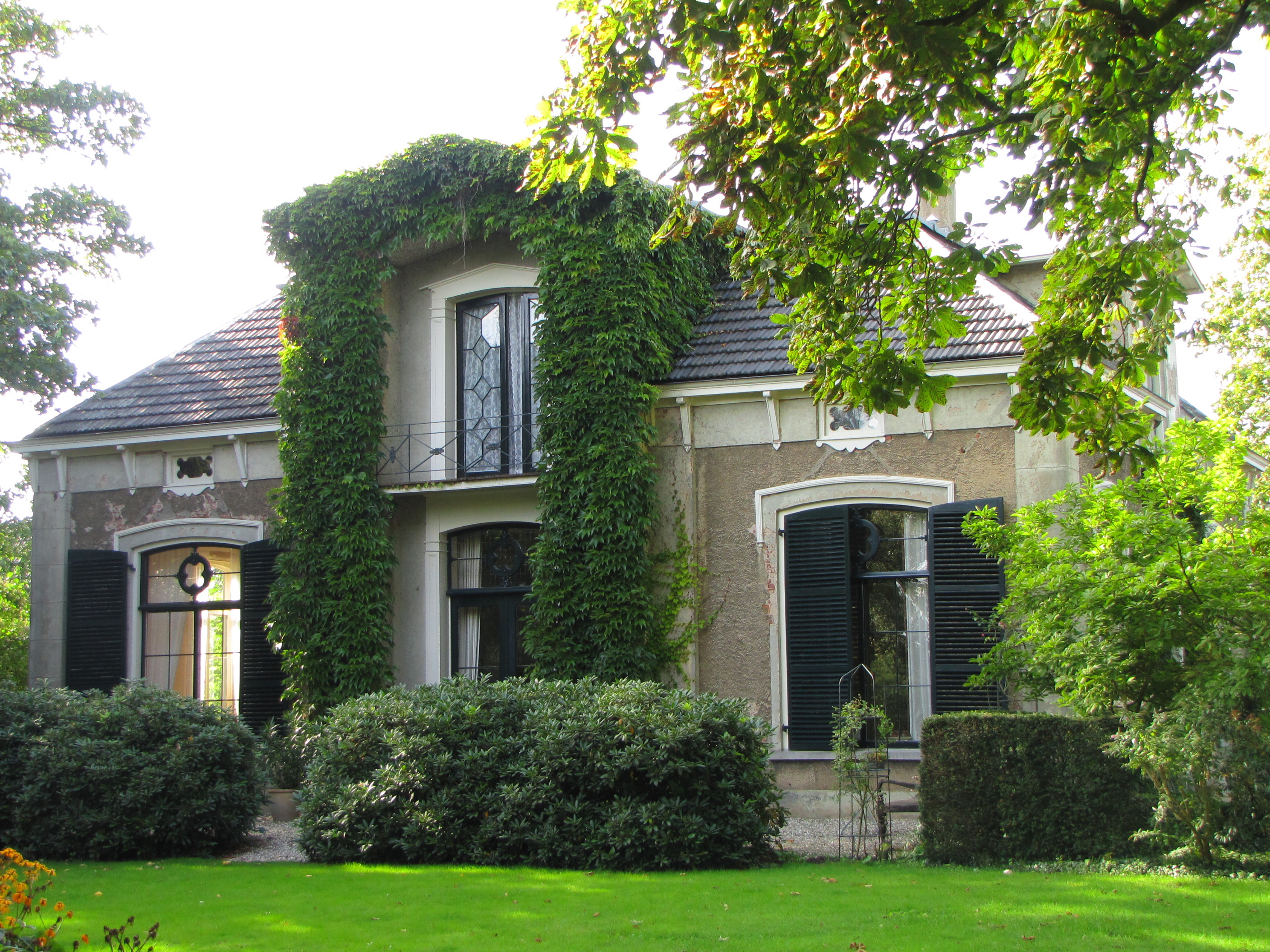
Сільський будинок